# جاك ساندرز
جاك ساندرز (بالإنجليزية: Jack Sanders)‏ هو لاعب هوكي الجليد أمريكي، ولد في 9 أكتوبر 1958 في غاليسبورغ في الولايات المتحدة.